# Актауська селищна адміністрація
Акта́уська селищна адміністрація (каз. Ақтау кенттік әкімдігі, рос. Актауская поселковая администрация) — адміністративна одиниця у складі Темиртауської міської адміністрації Карагандинської області Казахстану. Адміністративний центр — селище Актау.
Населення — 5851 особа (2021; 6906 у 2009, 10863 у 1999, 14601 у 1989).